# Der geteilte Himmel

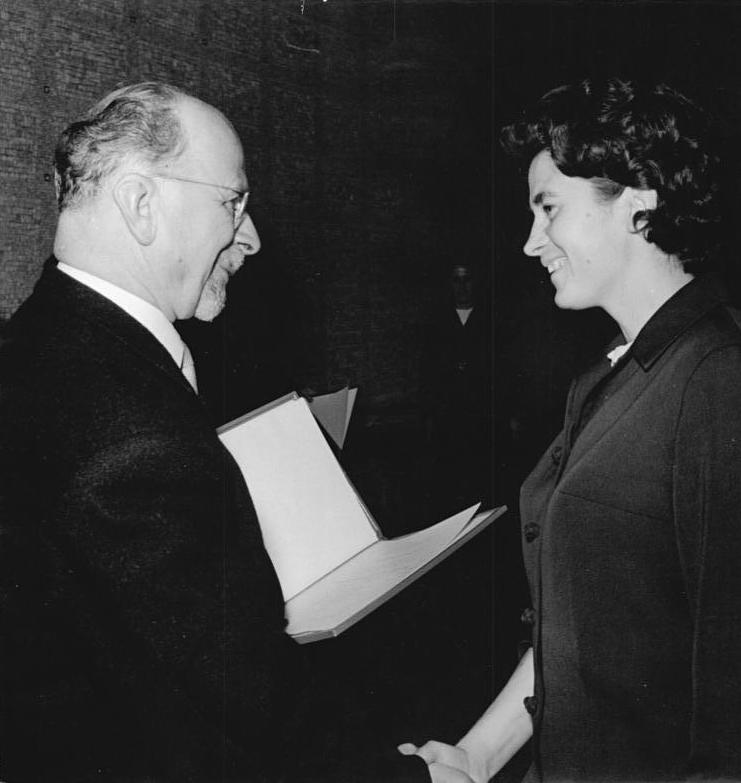
Christa Wolf krijgt Nationaalprijs

Der geteilte Himmel is een vertelling van de Duitse schrijfster Christa Wolf, die in 1963 voor het eerst verscheen. Reeds in 1964 werd er een verfilming van gemaakt door Konrad Wolf.

## Inhoud

### Verhaal
De vertelling gaat over de 19-jarige Rita Seidel en haar vriend Manfred Herrfurth. Het verhaal speelt zich vlak voor de 24e juni af, de zogenaamde 'Johannistag', waarop de geboortedag van de heilige Johannes de Doper herdacht wordt. Christa Wolf heeft haar verhaal in de DDR van de jaren 60 gesitueerd.
Rita en Manfred zijn twee totaal verschillende personen. Rita komt van het platte land en is een zeer gevoelig en sentimenteel meisje, terwijl Manfred uit de stad komt en veeleer technisch-rationeel is van karakter. Ze ontmoeten elkaar op een dorpsfeest en worden een liefdeskoppel. Na een tijd gaan ze samenwonen in de stad Halle an der Saale. Manfred werkt als chemicus en Rita volgt een opleiding tot lerares. Tussendoor werkt ze als deel van haar opleiding ook in een brigade voor wagonbouwwerk.
Manfred groeit op in een gezin waar steeds ruzie wordt gemaakt. Ten langen leste verliest hij zijn geloof in het socialistisch-economische systeem, omdat een van zijn chemische ontwikkelingen door economische functionarissen van de DDR wordt afgekeurd. Hij besluit daarom via Oost-Berlijn naar het westen te vertrekken. Rita reist hem achterna en probeert hem tot een terugkeer te bewegen, maar hij wil koste wat het kost blijven. Rita voelt zich in het westen echter totaal niet op haar gemak en keert ten slotte weer naar Halle terug. Kort daarna - we spreken van het jaar 1961 - wordt de Berlijnse Muur gebouwd en wordt het liefdeskoppel voorgoed van elkaar gescheiden. Rita raakt hier zo emotioneel van dat ze probeert suïcide te plegen en raakt dan in een coma. Pas later in het ziekenhuis ontwaakt ze daar weer uit. Uit het perspectief van de net ontwaakte comapatiënte vertelt ze dan haar levensverhaal met Manfred.

### Stijl
Gedurende het hele boek zijn er twee verhaallijnen of -niveaus. Het eerste speelt zich af in het ziekenhuis (na Rita's ongeluk) en wordt door Rita verteld als ware zij de alwetende verteller. Dit stuk speelt zich in de tegenwoordige tijd af en beschrijft ook het verhaal van haar leven in het ziekenhuis (o.a. gesprekken met bezoekers e.d.).
Het tweede niveau van vertelling is de handeling die zich daarvoor heeft afgespeeld: de verhaallijn van het liefdeskoppel Manfred en Rita en hun scheiding door de muur. Deze verhaallijn speelt vanzelfsprekend in de verleden tijd en wordt door een derde persoon (verteller) verteld in de directe rede. Voor de lezer kan het verwarrend zijn dat beide verhaallijnen door elkaar lopen; deze wisseling gebeurt zelfs binnen een hoofdstuk. Het boek is echter qua taalgebruik niet zeer moeilijk. Christa Wolf maakt vooral gebruik van een basisvocabulaire, zodat het ook populaire literatuur voor de middelbare school is. Daarentegen is er wel vrij veel historische kennis nodig om dit boek te kunnen begrijpen.

### Rita
In het begin is Rita nog een jong en onervaren meisje dat in een klein dorpje in Oost-Duitsland woont. Haar jeugd was niet gemakkelijk, omdat ze zonder vader opgegroeid is en door een geldtekort voortijdig met school moest stoppen.Toch krijgt ze later een baantje bij het plaatselijke verzekeringskantoor, maar dat werk bevalt haar niet echt. Haar ontmoeting met Manfred en Schwarzenbach is een keerpunt in haar leven. Die laatste geeft haar de mogelijkheid haar leven te veranderen en ze twijfelt daarna geen moment. Ze moet van nu af aan op haar eigen benen staan in een voor haar compleet onbekende omgeving met onbekende mensen. Langzamerhand blijkt dat het haar goed af gaat in de stad, wat vooral versterkt wordt door de hulp van haar collega's, met name door Meternagel.
Met het verstrijken van de tijd wordt ze steeds volwassener en zelfstandiger, zodat ze bijvoorbeeld zelf beslist om naar de stad te trekken. Ze is ook voor Manfred een erg belangrijk persoon, mede doordat ze hem vaak met goede raad kan bijstaan. Ze neemt zogezegd ook een ouderrol in, wat Manfred niet altijd kan waarderen. Aan de andere kant treedt ook hij vaak op als de gene die Rita met haar problemen moet troosten.
Ten slotte geldt dat Rita van een onbeschreven blad tot een zelfstandige en kordate vrouw is geworden die telkens bij tegenslagen (de dood van haar vader en de scheiding van Manfred door de muur) zichzelf er weer bovenop helpt.

### Verhaal en realiteit
Christa Wolf vermijdt typisch kenmerken van socialistische propagandaliteratuur. Ze schildert de economische situatie en de redenen voor de materiële tekorten voor de economie en de verzorging van de DDR-bevolking op een realistische manier. Waarschijnlijk om conflicten met het regime te vermijden en om het boek überhaupt te mogen uitgeven, wegen de positieve gedachtes over de DDR over het algemeen wel op tegen de negatieve. Rita zelf geeft ook een realistisch beeld van de ontwikkeling van de DDR tot de toenmalige socialistische staat.
In de relatie tussen Manfred en Rita komt de politieke situatie ook tot uitdrukking, want ze representeren in feite de beide rivaliserende houdingen van de bevolking. Waar Manfred als enige uitweg tegen de willekeur en de politieke onvaardigheid van het regime de vlucht naar het westen ziet, neemt Rita, ofschoon ze zich van de problemen en tekortkomingen van de socialistische staat bewust is, deze op de koop toe om haar steentje aan de vervolmaking van het socialisme bij te dragen.

## Film
Konrad Wolf verfilmde de roman in het jaar 1964. In 2009 verscheen er een zogenaamde Filmedition Suhrkamp die gekoppeld was aan een andere verfilming van Christa Wolf, namelijk „Selbstversuch“, dat door Peter Vogel in 1989 werd verfilmd.